# ساراچینسکو
ساراچینسکو (به ایتالیایی: Saracinesco) یک کومونه در ایتالیا است که در استان رم واقع شده‌است. ساراچینسکو ۱۱٫۰ کیلومتر مربع مساحت و ۱۶۹ نفر جمعیت دارد و ۹۰۸ متر بالاتر از سطح دریا واقع شده‌است.